# Vitali Tajbert
Vitali Tajbert (* 25. Mai 1982 in Michailowka, Audany Schelesin, Gebiet Pawlodar, Kasachische SSR, Sowjetunion) ist ein deutscher Boxer und ehemaliger WBC-Weltmeister im Superfedergewicht.

## Sportliche Erfolge als Amateur
Zu seinen wichtigsten Erfolgen zählen der Gewinn der Silbermedaille bei der WM 2003 (er unterlag Galib Schafarow aus Kasachstan), der Bronzemedaille bei den Olympischen Spielen 2004 in Athen, der Goldmedaillen bei der Europameisterschaft 2004 in Pula und bei der 49. Militärweltmeisterschaft 2005 in Pretoria. Insgesamt hatte Vitali Tajbert während seiner Laufbahn als Amateur 146 Kämpfe absolviert und davon 118 Siege erreicht.

## Profikarriere
Tajbert steht seit November 2005 beim Hamburger Profiboxstall Spotlight Boxing unter Vertrag, trainiert wurde er von Magomed Schaburow. Sein Profidebüt feierte er am 3. Dezember 2005 in Magdeburg mit einem K.-o.-Sieg gegen den Slowenen Robert Zsemberi.
Sein erster bekannterer Gegner war im Dezember 2006 der 38-jährige ehemaliger bulgarische Amateurweltmeister Kirkor Kirkorow, den er über sechs Runden nach Punkten besiegte. In der Sporthalle Hamburg boxte er am 29. Februar 2008 gegen den Spanier Jesús García Escalona um den EBU-EU-Meistertitel. Der Kampf ging über zwölf Runden und brachte Tajbert seinen ersten Titel als Boxprofi. Am 5. Juli 2008 verteidigte er den Titel durch einen Punktsieg gegen den Portugiesen Antonio João Bento im Gerry-Weber-Stadion in Halle (Westf.).
Rund drei Jahre nach seinem Profidebüt boxte Tajbert am 5. Dezember 2008 gegen den Weißrussen Sjarhej Guljakjewitsch in Halle (Saale) um den Titel des EBU-Europameisters und verlor klar nach Punkten. Nach einer Verletzungspause im Frühjahr 2009 meldete er sich durch einen Sieg gegen Rudy Encarnacion in Oberhausen wieder zurück.
Am 22. November 2009 bekam Vitali Tajbert die Gelegenheit, gegen den Mexikaner Humberto Mauro Gutiérrez um den Interims-Weltmeistertitel der World Boxing Council (WBC) zu boxen. Er besiegte Gutiérrez, der zuvor Tajberts Bezwinger Guljakjewitsch geschlagen hatte, in der Kieler Sparkassen-Arena mit den Punktewertungen 116:112, 116:112 und 116:113. Tajbert hätte daraufhin gegen den WBC-Weltmeister Humberto Soto aus Mexiko boxen sollen. Da Soto allerdings in das Leichtgewicht aufstieg und in dieser Gewichtsklasse am 13. März 2010 den WBC-Titel gewann, kam es nicht zu dieser Begegnung. Tajbert wurde daraufhin am 18. März 2010 kampflos zum WBC-Weltmeister im Superfedergewicht ernannt und somit gleichzeitig zum ersten deutschen Boxer, der in dieser Gewichtsklasse einen WM-Titel im Profiboxen gewinnen konnte.
Die erste WM-Titelverteidigung bestritt Tajbert am 22. Mai 2010 in Rostock gegen Héctor Velázquez aus Mexiko. Bereits in der zweiten Runde hatte sich Tajbert, durch einen Kopfstoß des Mexikaners in der zweiten Runde, eine tiefe Platzwunde über dem linken Auge zugezogen. Tajbert blieb aber trotz der Beeinträchtigung sehr gut im Kampf und machte unbeirrt seine Punkte, bis Ringrichter Richard James Davis den Kampf in der neunten Runde aufgrund dieser Verletzung abbrach. Zu diesem Zeitpunkt lag Tajbert mit 87:83, 88:82, 88:32 deutlich vor seinem Gegner und verteidigte somit seinen Titel als WBC-Weltmeister nach Punkten.
Die nächste Titelverteidigung bestritt Tajbert am 25. November 2010 in Nagoya gegen den Japaner Takahiro Aō. In der dritten Runde musste er hierbei den ersten Niederschlag seiner Karriere hinnehmen. Jedoch hatte sich Tajbert zuvor, in der zweiten Runde an der rechten Hand verletzt und konnte diese nur noch bedingt einsetzten. Anschließend verlor er seinen Weltmeistertitel einstimmig nach Punkten an Aō. Im März 2012 trennte er sich von seinem langjährigen Trainer Magomed Schaburow und wechselte zu Michael Timm.
Für seine sportlichen Erfolge erhielt er am 16. März 2005 das Silberne Lorbeerblatt.

## Ergebnisse als Profiboxer
| Kampf | Ergebnis   | Gegner                   | Wertung | Runden | Datum      | Ort                | Titel                         |
| ----- | ---------- | ------------------------ | ------- | ------ | ---------- | ------------------ | ----------------------------- |
| 24    | Sieg       | José Luis Graterol       | UD 08   | 8      | 2012-01-28 | Hamburg            |                               |
| 23    | Sieg       | Andrei Kostin            | UD 08   | 8      | 2011-09-24 | Hamburg            |                               |
| 22    | Niederlage | Takahiro Aō              | UD 12   | 12     | 2010-11-26 | Nagoya, Japan      | WBC-Weltmeisterschaft         |
| 21    | Sieg       | Héctor Velázquez         | TD 09   | 09     | 2010-05-22 | Rostock            | WBC-Weltmeisterschaft         |
| 20    | Sieg       | Humberto Mauro Gutierrez | UD 12   | 12     | 2009-11-22 | Kiel               | Interim WBC-Weltmeisterschaft |
| 19    | Sieg       | Rudy Encarnacion         | UD 6    | 6      | 2009-06-06 | Oberhausen         |                               |
| 18    | Niederlage | Sjarhej Guljakjewitsch   | UD 12   | 12     | 2008-12-05 | Halle (Saale)      | EBU-EU-Meisterschaft          |
| 17    | Sieg       | Ermano Fegatilli         | UD 08   | 8      | 2008-08-29 | Düsseldorf         |                               |
| 16    | Sieg       | Antonio João Bento       | UD 12   | 12     | 2008-07-05 | Halle (Westf.)     | EBU-EU-Meisterschaft          |
| 15    | Sieg       | Jesus Garcia Escalona    | UD 12   | 12     | 2008-02-29 | Hamburg            | EBU-EU-Meisterschaft          |
| 14    | Sieg       | Youssouf Djibaba         | TKO 10  | 10     | 2007-12-07 | Hamburg            |                               |
| 13    | Sieg       | Peter Petrow             | UD 08   | 8      | 2007-10-20 | Halle (Westf.)     |                               |
| 12    | Sieg       | Younes Amrani            | TKO 07  | 8      | 2007-07-29 | Düsseldorf         |                               |
| 11    | Sieg       | Jairo Moura dos Santos   | UD 06   | 6      | 2007-03-30 | Köln               |                               |
| 10    | Sieg       | Alessandro Di Meco       | TKO 01  | 6      | 2007-02-16 | Köln               |                               |
| 09    | Sieg       | Kirkor Kirkorow          | UD 06   | 6      | 2006-12-05 | Sölden, Österreich |                               |
| 08    | Sieg       | Fabian Valentin Martínez | UD 06   | 6      | 2006-11-21 | Hamburg            |                               |
| 07    | Sieg       | Wladimir Borow           | UD 06   | 6      | 2006-11-19 | Cuxhaven           |                               |
| 06    | Sieg       | Adolph Avadja            | UD 04   | 4      | 2006-07-29 | Oberhausen         |                               |
| 05    | Sieg       | Pablo Ernesto Oliveto    | UD 06   | 6      | 2006-05-27 | München            |                               |
| 04    | Sieg       | Dmitri Ryabikow          | KO 01   | 4      | 2006-04-29 | Stuttgart          |                               |
| 03    | Sieg       | Alain Rakow              | UD 04   | 4      | 2006-02-28 | Stuttgart          |                               |
| 02    | Sieg       | Julio Borges             | KO 01   | 4      | 2006-01-07 | München            |                               |
| 01    | Sieg       | Robert Zsemberi          | KO 01   | 4      | 2005-12-03 | Magdeburg          |                               |

## Privat
Im Jahre 1992 kam er mit seiner Familie als Spätaussiedler nach Deutschland/Stuttgart, wo Vitali die Armeisenberg-Schule und danach die Hohenstein-Schule besuchte. Nach seinem Schulabschluss im Sommer 1998 begann er eine Ausbildung als Drucker und beendete diese als einer der Klassenbesten mit Fachabschluss. Vitali leistete danach seinen Grundwehrdienst und war bis Ende 2005 bei der Bundeswehr-Sportfördergruppe Bruchsal aktiv.
Im Dezember 2009 schlug Tajbert in einer Stuttgarter Diskothek alkoholisiert einen 23-Jährigen in einem Streit nieder. Das Opfer erlitt dabei lebensgefährliche Kopfverletzungen, lag anschließend mehrere Tage im Koma und musste monatelang stationär behandelt werden. Nach Zahlung eines Schmerzensgeldes zog das Opfer später eine Anzeige zurück, woraufhin im Juli 2010 ein Strafbefehl über eine zur Bewährung ausgesetzten Freiheitsstrafe von der Staatsanwaltschaft beantragt und durch das Amtsgericht Stuttgart erlassen wurde.